# Bonne av Artois
Bonne av Artois, född 1397, död 1425, var en hertiginna av Burgund, gift 1424 med hertig Filip III av Burgund. 
Bonne gifte sig 1413 med greve Filip II av Nevers (död 1415), med vilken hon fick två söner. Hon var regent i Nevers under sin sons omyndighet 1415-1424.
Hon gifte 1424 om sig med sin förre makes brorson, Filip III av Burgund, vilket krävde en dispens från påven, eftersom denne behövde barn efter sitt första barnlösa äktenskap, men paret fick inga barn.   